# Runway visual range

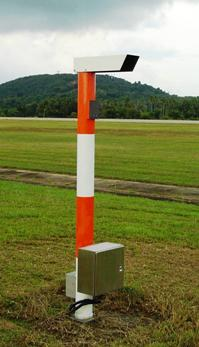
Urządzenie dostarczające informacji o aktualnej widzialności wzdłuż drogi startowej (RVR)

RVR (od ang. runway visual range – zasięg widzenia wzdłuż drogi startowej)  – termin używany w lotnictwie. Określa widzialność (odległość), z jaką pilot statku powietrznego widzi z osi pasa startowego oznakowania nawierzchni drogi startowej wyznaczającej pas startowy lub identyfikuje jego linię środkową.
RVR wyraża się w stopach lub metrach.